# Livonia (Missouri)
Livonia è un villaggio degli Stati Uniti d'America, situato nello Stato del Missouri, nella contea di Putnam.